# エックヴェルスハイム脱線事故
エックヴェルスハイム脱線事故（エックヴェルスハイムだっせんじこ）とは、2015年11月14日に、フランス・ストラスブール近郊のエックヴェルスハイム付近において発生した鉄道事故である。TGVの脱線事故としては1981年の営業開始以来3回目であり、史上初の死亡事故となった。

## 経緯
2015年11月14日15時31分頃、LGV東ヨーロッパ線の2期区間（当時未開業）で試運転を行っていたTGV Duplex Dasye編成（編成番号744）が、エックヴェルスハイム・コミューン域内にあるマルヌ・ライン運河上の鉄橋（404.2 PK地点）を通過中に脱線した。
脱線の衝撃で連結器が外れ、バラバラになった各車両は築堤から転落しながら運河を飛び越え、線路脇の空き地で停止した。先頭車両は橋の欄干に激突して出火し、最後尾の車両は半分ほどが運河に水没した状態となった。
列車にはフランス国鉄（SNCF）の技術者や乗務員のほか、招待された関係者の家族など53人が乗車していた。この事故によって11人が死亡し、42人が負傷した（うち4人は重傷）。なお、列車には4人の子どもが乗車していたが、いずれも軽傷であった。

東LGVの第2区間の地図
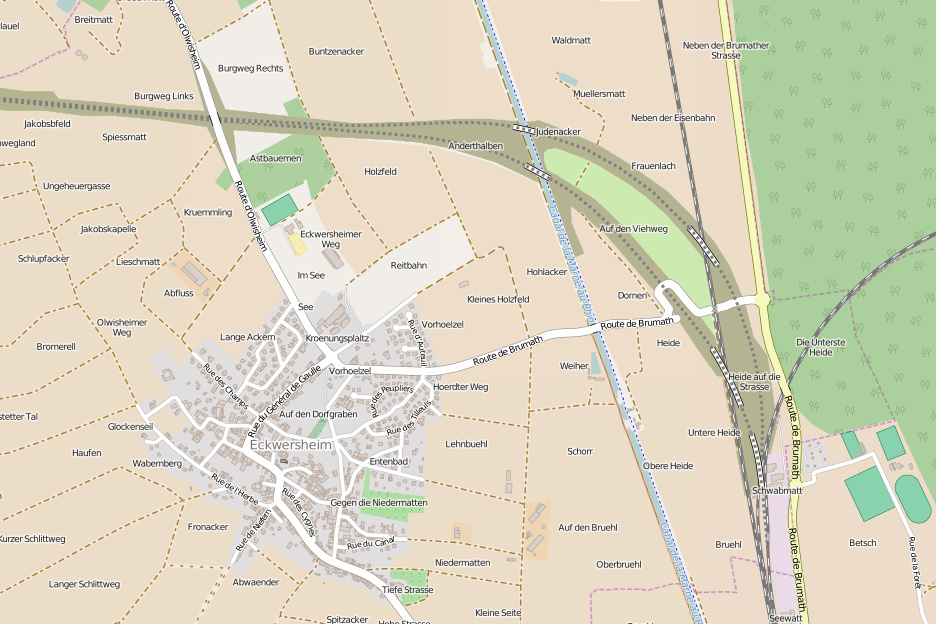
列車は西から右に曲がりながら走行し、高架橋の前のカーブの箇所で脱線した。

エコロジー・持続可能開発・エネルギー大臣セゴレーヌ・ロワイヤルと、交通・海運・漁業担当次官アラン・ヴィダリは、数時間後に現場に向かった。同様にSNCF総裁ギヨーム・ペピと、その傘下企業の社長も駆け付けた。
17時45分の少し前に緊急事態を意味する「プラン・ルージュ」が宣言された。救急隊と、Bas-Rhin (SDIS67)に属する消防署の救助隊と、フランス国家憲兵隊100人が出動した。また、赤十字や、プロテクシオン・シヴィルというヴォランティア団体からも100人あまりが救助に駆けつけた。軽傷で済んだ者やたまたま現場に居合わせて精神的に動揺している者などは、エックヴェルスハイムの学校に収容されて、赤十字とプロテクシオン・シヴィルに介抱された。また、事故現場のすぐ近くに重傷者を運び込むための司令部が設置された。

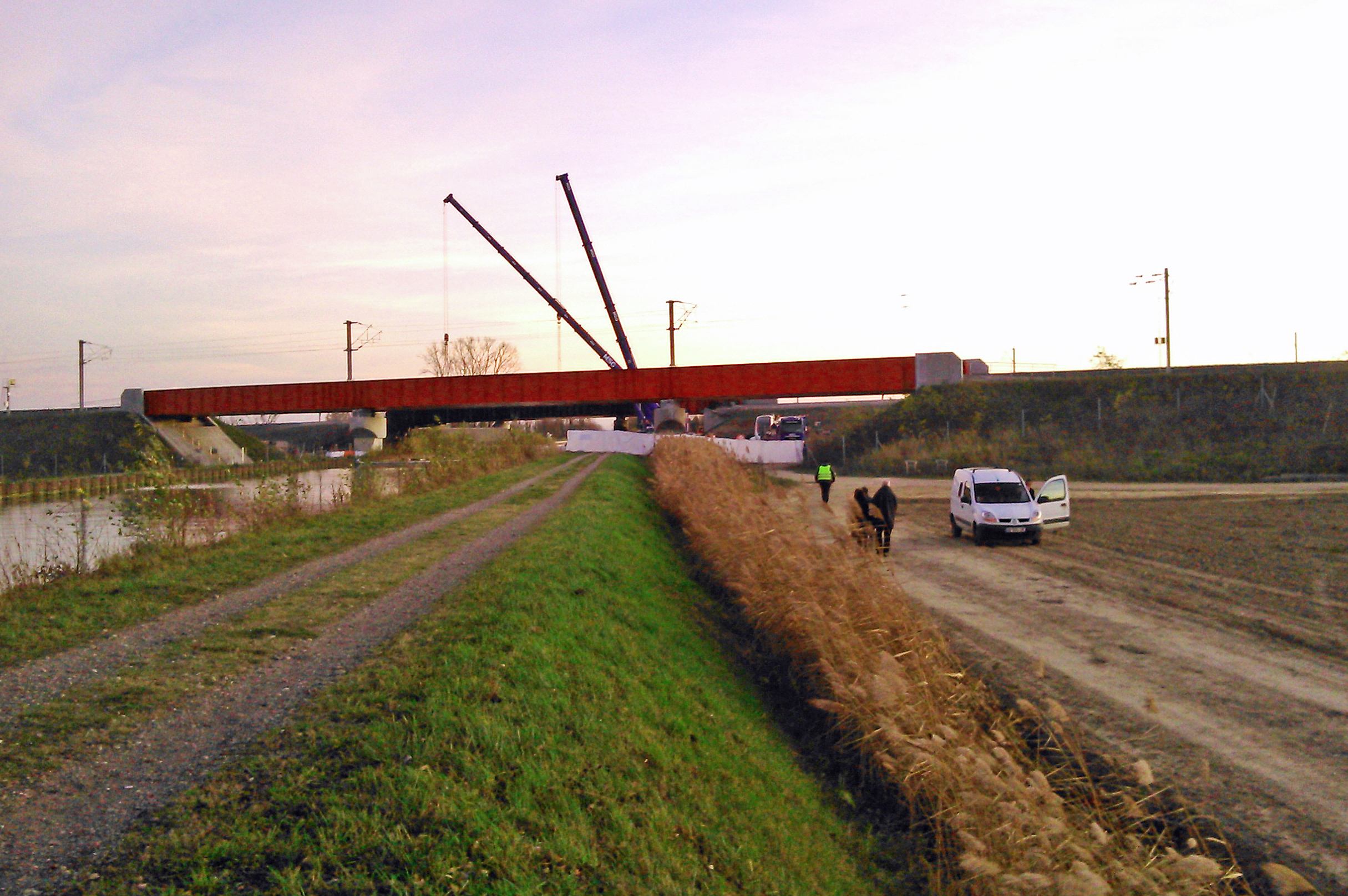
エックヴェルスハイムTGV脱線事故現場遠景。2015年11月15日。
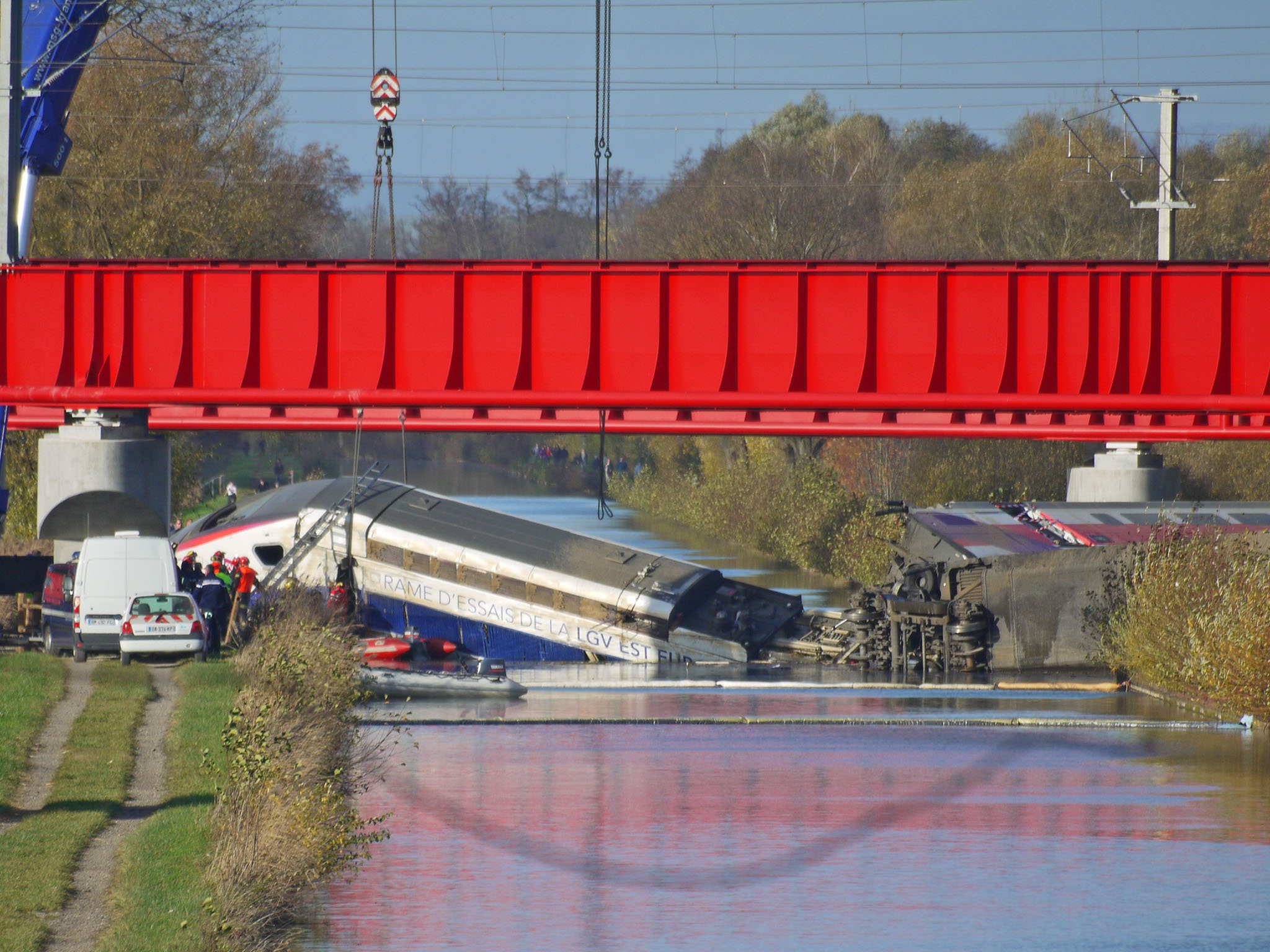
エックヴェルスハイムTGV脱線事故現場近景。2015年11月15日。

## 原因

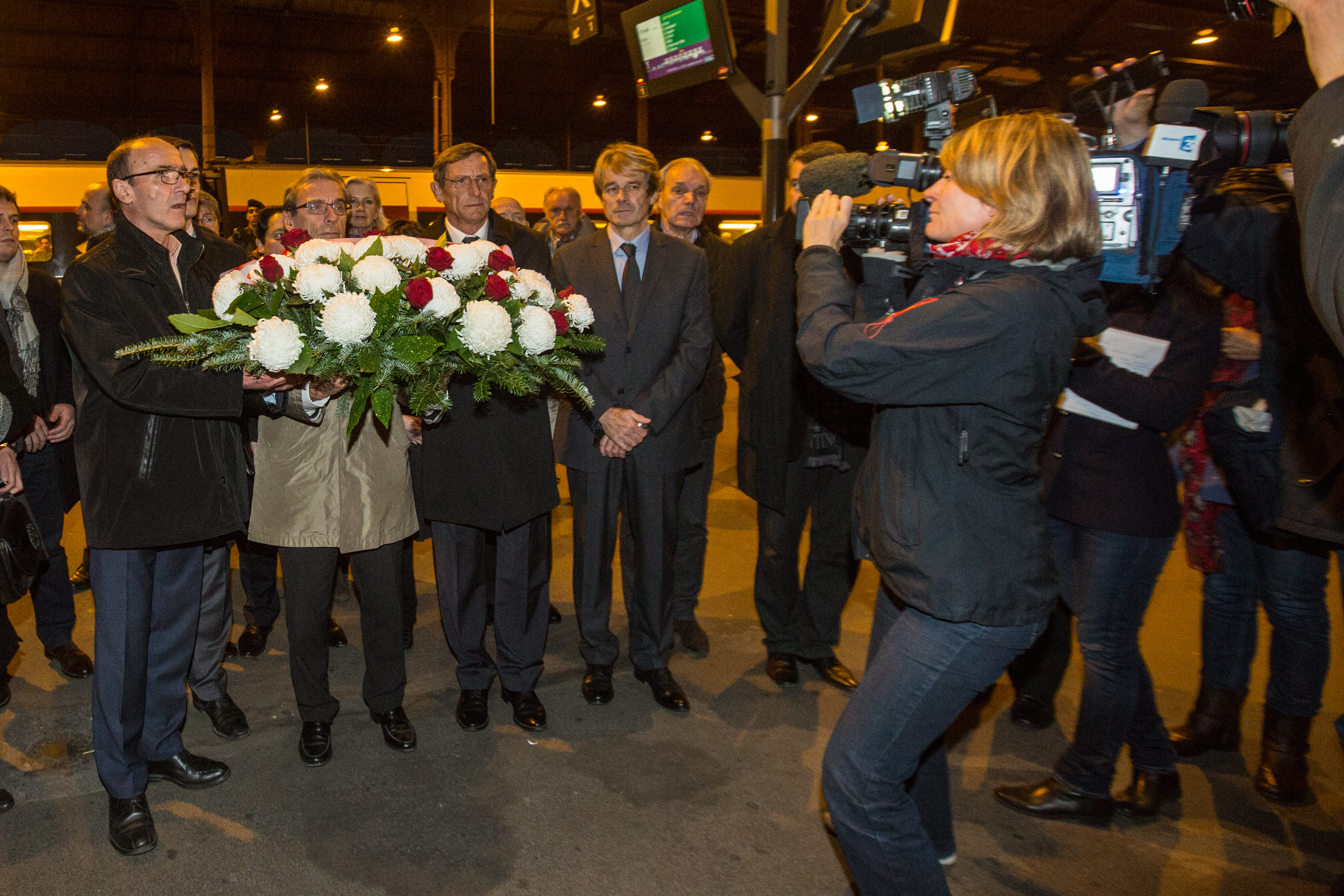
ストラスブール・ヴィル駅における事故の犠牲者への追悼式、2015年11月16日。

事故現場は東ヨーロッパ線2期区間と在来線が合流する地点の近くで、フェンデンハイム（Vendenheim）駅から直線距離で約3 km、ストラスブールからは約12 kmの場所であった。
調査の結果、当該列車が脱線した際の速度は243 km/hに達しており、予め定められた通過速度である176 km/hを大幅に超過していたことが明らかになった。事故当時、運転室には7人もの多人数が在室しており、これによって注意力が散漫になりブレーキをかけるのが遅れたことが指摘されている。
事故がパリ同時多発テロ事件の翌日に発生したことから、当初はテロリストによる犯行も疑われた。